# Eine schrecklich nette Familie

Logo des englischen Titels

Eine schrecklich nette Familie (Originaltitel: Married... with Children) ist eine US-amerikanische Sitcom, die der Sender Fox von 1987 bis 1997 mit 259 Episoden in elf Staffeln produzierte. Die Protagonisten der Serie sind die Bundys, eine vierköpfige Familie der unteren Mittelschicht, die in einem Vorort von Chicago im US-Bundesstaat Illinois lebt.
In Deutschland lief die Serie von 1992 bis Mai 1996 zunächst auf RTL, die letzten 51 Folgen wurden von Oktober 1996 bis Dezember 1997 bei ProSieben ausgestrahlt. Von 1995 bis 1999 war die Serie in Österreich bei ORF 1 fester Bestandteil des Vorabendprogramms, seit 2006 sind verschiedene Staffeln u. a. auf ProSieben, kabel eins, kabel eins classics, ProSieben Maxx, Comedy Central Deutschland, 3+, ATV, ORF 1, RTL und RTL Nitro zu sehen, bzw. zu sehen gewesen.

## Inhalt
Die Serie folgt dem Alltagsleben der Bundys. Al Bundy ist ein ehemaliger Highschool-Footballspieler, der sein Leben lang davon zehrt, auf der Polk High School in einem einzigen Spiel vier Touchdowns erzielt zu haben, und seit seiner Heirat gezwungen ist, den Familienunterhalt als Damenschuhverkäufer zu verdienen; seine stets arbeitsunwillige Frau Peggy ist bekannt für ihr hochtoupiertes rotes Haar, kitschig/trashige Kleidung und ihre starke Abneigung gegenüber dem eigenen Haushalt; schließlich die gemeinsamen Kinder Kelly – ihre stets begriffsstutzige und promiske Tochter – und Bud, der durchaus intelligente, aber bei Mädchen stets erfolglose jüngste Spross der Familie.
Kammerspielartig konzentriert sich die Serie um das Sofa im Wohnzimmer der Familie Bundy.
Mehr oder weniger gerne gesehene Gäste in ihrem Zuhause sind die Nachbarin Marcy Rhoades (nach erneuter Heirat D’Arcy), eine gut verdienende Bankangestellte mit feministischen bis männerhassenden Ansichten, sowie ihr erster und späterer zweiter Ehemann Steve bzw. Jefferson.

## Hintergrund
Obwohl Eine schrecklich nette Familie von Anfang an hohe Einschaltquoten erzielen konnte und dem Sender FOX zum lang ersehnten Durchbruch in der Fernsehlandschaft verhalf, war die Serie stets umstritten. Aufgrund ihres gelegentlich derben Humors, der stereotypen Geschlechterklischees (so zum Beispiel das blonde Dummchen mit den wechselnden Männerbekanntschaften oder die flachbrüstige, feministische Nachbarin, die mit einem devoten Ehemann verheiratet ist) führte die Sitcom zu weitverbreiteten Boykottaufrufen (unter anderem durch die Hausfrau Terry Rakolta aus Michigan, die Ende der 1980er-Jahre durch ihre Proteste in den USA großes Medieninteresse auf sich zog) – meist jedoch vergebens, denn die „schlechte Presse“ sorgte für noch größere Popularität unter den Zuschauern. Das Ganze wurde sogar mehr oder weniger in einer Folge verwendet. In Episode 192 (Staffel 9, Episode 9; No Pot to pease in dt.: Bundys mal zwei) wird das Leben der Bundys in eine sehr erfolgreiche TV-Serie verwandelt. Diese wird dann allerdings nach kurzem abgesetzt, weil sie „einer Frau in Michigan nicht gefallen“ habe.

## Figuren

### Die Bundys

#### Al Bundy

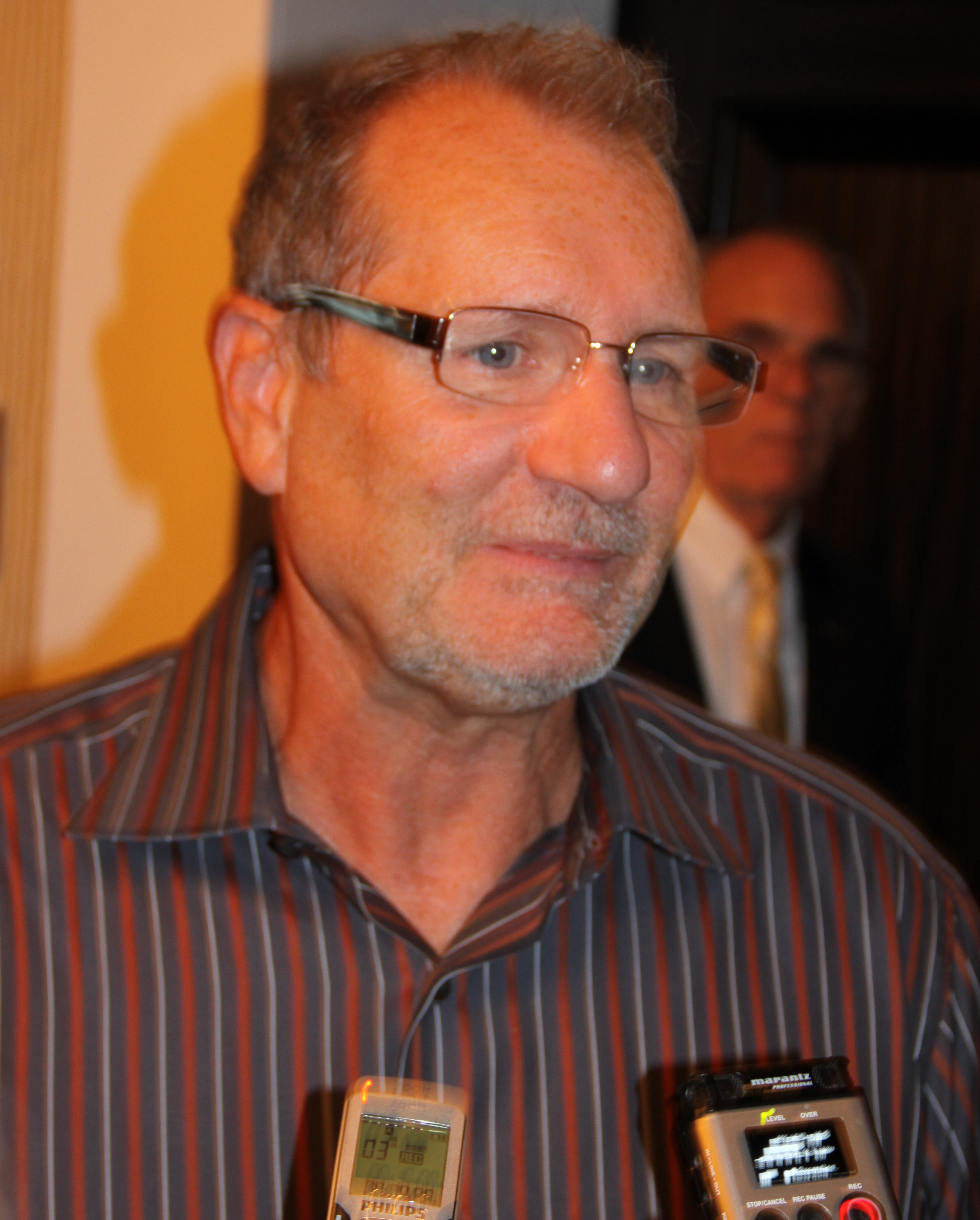
Ed O’Neill (2010)

Al, das vermeintliche Oberhaupt der Familie, ist ein ehemals erfolgreicher Footballspieler an der fiktiven Polk High School in Chicago. Auf der Position des Fullback (mit der Nummer 33) spielend, erzielte er einst „vier Touchdowns in einem einzigen Spiel“ – eine Geschichte, die er in vielen Folgen der Serie erzählt. Zudem gewann er mit Polk High die Chicagoer Stadtmeisterschaft von 1966 nach einer ungeschlagenen Saison und war dabei, mit einem Sportstipendium an einem College zu studieren – bis er Peggy Wanker kennenlernte, mit der er ein Kind zeugte (das mehrfach benutzte Kondom platzte) und die er heiratete. Daraufhin sah er sich gezwungen, seinen Ferienjob als Damenschuhverkäufer in „Gary’s Shoes and Accessoires“ zum Hauptberuf zu machen. Deswegen betrachtet Al sowohl „Peg“ (der er regelmäßig den Tod oder andere Unannehmlichkeiten an den Hals wünscht) als auch seine beiden Kinder Kelly und Bud als größtes Übel seines Lebens, eine Ansicht, die er der eigens publizierten Lebensweisheit „Heirate nie!“ zu Grunde legt („Ich komme mir vor wie Exxon: Ein Erguss und dafür zahle ich bis ans Ende meines Lebens.“ (Al Bundy)). Kleine Freuden wie sein „Dodge“, sein „Tittenmagazin“ („Big ’Uns“), sein Klo (eine Original-Ferguson), Bier, Bowling, ein saftiges Steak (eher selten, da Peggy eigentlich nie kocht) oder der Besuch der lokalen Nacktbar („The Jiggly Room“) halten dabei seinen Lebenswillen soweit aufrecht, dass er keinen Suizid begeht. Auch das Beleidigen dicker Kundinnen im Schuhladen bereitet ihm Freude: „Ich verkaufe Schuhe nicht des Geldes wegen. Ich bin hier, um dicke Frauen zu foltern“ (Al Bundy). Al fühlt sich zu schönen Frauen hingezogen und wird oft von diesen regelrecht paralysiert, so dass er sprachlos wird. Dennoch betrügt Al seine Frau nie. Im Gegenteil: Begegnungen dieser Art steigern das sexuelle Verlangen nach seiner Frau, obwohl er den Sex mit Peggy verabscheut. Die Familie wohnt in einem vergleichsweise respektablen Haus, das nicht recht zu einem ständig am Existenzminimum dahinlebenden Schuhverkäufer passen will.

Logo von NO MA’AM

Al Bundy ist ein bis zur Lächerlichkeit patriotischer US-Amerikaner. Sein Auto ist ein schrottreifer 74er Dodge Dart Sport (eigentlich ein Plymouth Duster), der aus Geldmangel nie gewaschen und gewartet wird. Al lästert jedoch über japanische Autos, hasst die Franzosen und hält wider jede Vernunft an altmodischen Werten der Gesellschaft fest. So arbeitet er für den Mindestlohn, der es ihm gerade eben ermöglicht, seine Familie zu ernähren und nimmt dafür Hohn, Spott und Demütigungen – sogar aus der eigenen Familie – in Kauf. Andererseits ist er wie auch seine Familie keineswegs abgeneigt, diese höheren Ideale zu vergessen, wenn es um seinen eigenen Vorteil geht: So klaut er beispielsweise regelmäßig den Nachbarn Steve bzw. Jefferson und Marcy die Zeitung oder das Benzin aus deren Mercedes. Die Versuche Al Bundys, sein Leben zu verbessern, sind stets von einer Pechsträhne gezeichnet und scheitern daher ausnahmslos. Auch sonst wird sein Leben in vielen Folgen dadurch erschwert, dass ihm seine Familie, die Nachbarn (vor allem Marcy), das Schicksal und der Beruf böse zusetzen. Der nie enden wollende Leidensweg und die ständigen Querelen von verschiedenen Seiten, aber vor allem von Seiten seiner Familie, sind ein zentraler Bestandteil der Serie und meistens sogar das Thema der einzelnen Folgen.
Dennoch weiß Al sich im Notfall rührend um seine Familie zu kümmern: So ist er unter anderem darum bemüht, dass Tochter Kelly durch ihre Freunde nicht in schlechte Kreise gerät (er schlägt ihre Besucher regelmäßig zusammen und lässt sie gegen Wände oder die Haustür laufen), Sohn Bud nicht dieselben Fehler wie er selbst begeht und Frau Peggy im äußersten Fall der Fälle auch das bekommt, was sie wirklich will – egal, ob es sich dabei um Sex oder bloß um Geld handelt. Er kümmert sich in der Folge „Al und Kelly allein zu Haus“ rührend um seine kranke Tochter (auch wenn sie dies schamlos ausnutzt) und opfert notgedrungen dafür sein ganzes Peggy-freies Wochenende. Zudem führt er im Kofferraum seines Wagens ein Bild seiner Familie mit sich.
Mit seinen Freunden, die ebenfalls frustrierte Verlierer sind, gründet Al den Verein NO MA’AM (ursprünglich ins Leben gerufen, um dem männlichen Feministen Jerry Springer das Handwerk zu legen), dessen Vorsitzender er selbst ist. Dieses Akronym (engl. no: „nein“ bzw. „kein(e)“ und engl. Ma’am (von „Madam(e)“): eine Anrede für Frauen) steht für engl. National Organization of Men Against Amazonian Masterhood  – „Nationale Organisation von Männern gegen Amazonen-Machtausübung“.
In einer Titelstory über Die 70 besten Serien-Helden aller Zeiten der Dezember-Ausgabe 2011 des deutschen Musikmagazins Rolling Stone, bei der Al Bundy auf Platz 45 landet, schreibt Journalist Frank Schäfer: „Der desillusionierte White-Trash-Patriarch, der sein kleines bisschen Würde im witzigen Dialog-Fight mit der Welt zu verteidigen gelernt hat, hat fast etwas Heroisches.“

#### Margaret „Peggy“ Bundy

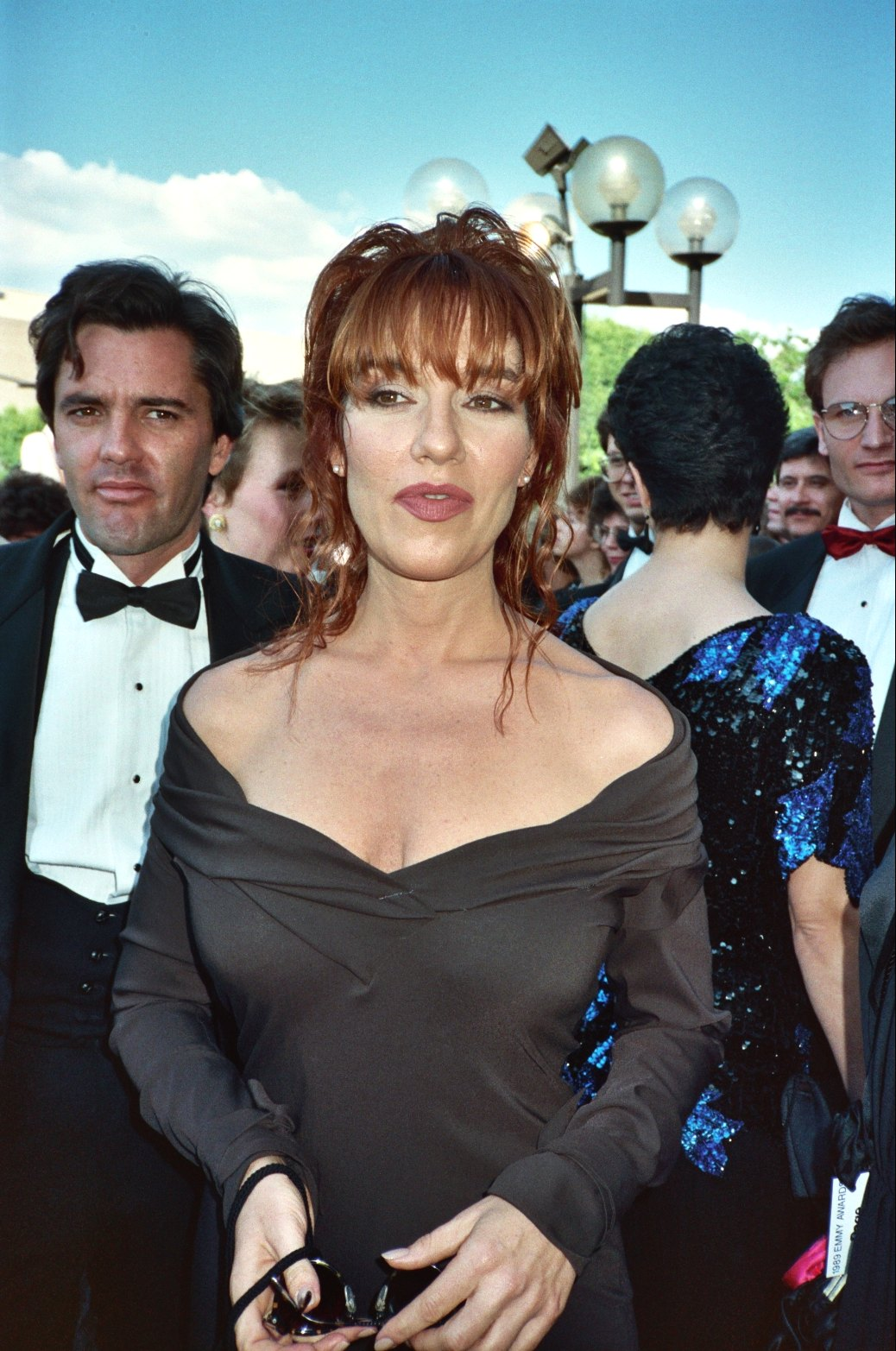
Katey Sagal (1989)

Margaret „Peg(gy)“ Bundy, geborene Wanker aus dem fiktiven Wanker County, Wisconsin (engl. wanker „Wichser“), ist Al Bundys auffallend rothaarige Frau und Mutter seiner beiden Kinder Kelly und Bud. Während ihr Gatte sie als Hauptursache für sein verpfuschtes Leben ansieht, macht Peggy Al für ihr Leben in der oberen Unterschicht verantwortlich – allerdings weigert sie sich strikt, selbst etwas zum Einkommen und Unterhalt der Familie beizutragen. Auch Al ist der Meinung, sie solle nicht arbeiten, da in der Familie Bundy noch nie eine Frau arbeiten musste. So sieht sie sich zwar als Hausfrau, ohne aber jemals zu kochen, zu putzen oder zu waschen. Vor einem Restaurantbesuch warnt Al einmal seine Kinder, dort werde etwas geschehen, was sie noch nie erlebt hätten: eine Frau werde ihnen etwas zu essen geben.
Die meiste Zeit verbringt Peg damit, das Haus nach Geldverstecken ihres Ehemanns zu durchforsten, Talkshows wie Oprah und die Phil-Donahue-Show von ihrer geliebten Couch aus anzuschauen und Bonbons oder Pralinen zu essen. In den frühen Folgen raucht sie, was später nicht mehr zu sehen ist.
Obwohl Al kaum Interesse an ihrem Äußeren zeigt, bemüht Peggy sich, trotz ihrer Vorliebe für White-trash-Kleidung, stets attraktiv für andere zu erscheinen. Sie muss ihren Ehemann regelrecht zum Sex zwingen; der drückt sich bei jeder Gelegenheit davor und findet immer wieder Ausreden und Wege, seiner Frau in dieser Hinsicht zu entkommen. Da Peggy sich jedoch nach Befriedigung sehnt und ihrem Mann zumindest in dieser Hinsicht treu ist, kommt es mehrfach zu Konflikten zwischen den Ehepartnern. Um sich wenigstens Teilbefriedigung zu verschaffen, verschwendet sie einen großen Teil der Einkünfte, um irgendwelchen Trödel zu kaufen. Ihr Einkaufsrausch und die damit einhergehenden Belastungen für den Familienhaushalt sind ein immer wiederkehrendes Thema in den Folgen, da es immer wieder vorkommt, dass Peg die Kreditkarte ihres Mannes überzieht und ihn damit mehr als einmal in Schwierigkeiten bringt.
Außerdem kommen von ihrer Seite mehrfach Anspielungen auf Selbstbefriedigung, insbesondere im Gespräch mit ihrer Freundin und Nachbarin Marcy.
Peggys Geburtstag ist der 12. April (erwähnt in der 249. Folge Scheiden tut weh). Im wirklichen Leben ist das der Geburtstag des Al-Darstellers Ed O’Neill.

#### Kelly Bundy

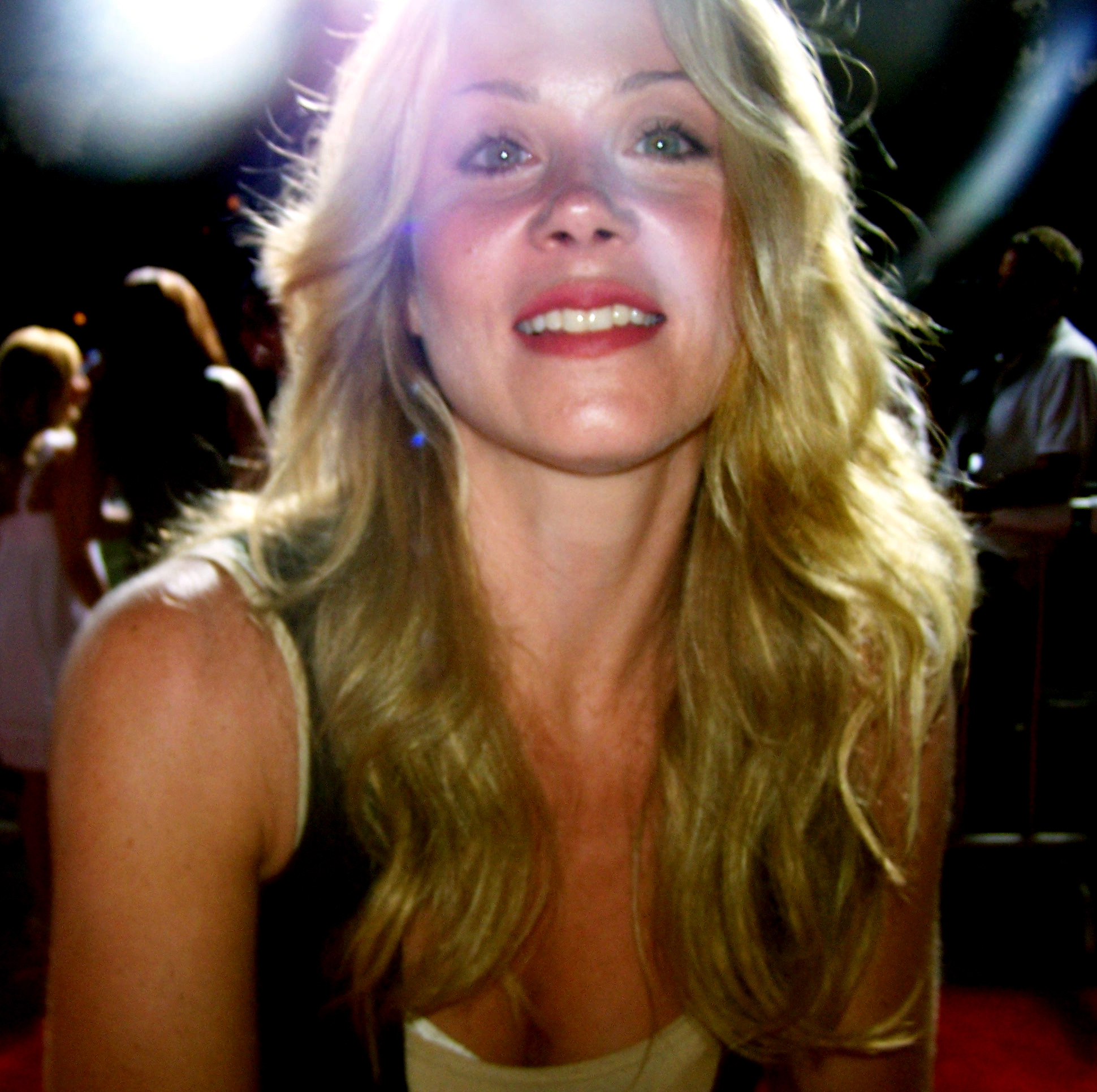
Christina Applegate (2004)

Kelly ist das älteste Kind der Bundys und gilt als naives und stereotypes Blondchen der Serie. Die ständige Titulierung als „Dumpfbacke“ durch ihren Vater in der deutschsprachigen Synchronisation scheint dies zu unterstreichen. Im Original nennt Al sie jedoch „pumpkin“, wörtlich „Kürbis“, was als Anrede eher so viel wie „Mäuschen“ oder „Schatz“ bedeutet und liebevoll, nicht beleidigend ist.
Wie spätere Rückblenden (Staffel 11, Episode Auto am Tropf) aufzeigen, war sie bis zu ihrem sechsten Lebensjahr ein erstaunlich intelligentes Kind, das viel gelesen und seinen Eltern Al und Peggy damit bereits einige Sorgen bereitet hatte. Dies änderte sich jedoch, als Kelly sich während einer Autofahrt den Kopf anschlug und fortan mit einer starken Lernbehinderung zurechtkommen musste. Dieses Trauma verarbeitet sie mit häufig wechselnden Männerbekanntschaften (die so gut wie immer dem Rockerklischee entsprechen). Obwohl dies ihre Frühreife unterstreicht, birgt Kelly auch kindliche Eigenschaften: So interessiert sie sich unter anderem für Garfield-Comics und Zeichentrickserien wie Bugs Bunny oder Bullwinkle, den Elch. Beruflich ist Kelly (nach ihrem Highschool-Abschluss im Jahr 1990) phasenweise als Kellnerin, Model, Tänzerin, Wetterfee, Kammerjägerin (Verminator) und Schauspielerin tätig. In der Folge Miss Käse wird sie als äußerst fähige Poolbillard-Spielerin gezeigt.
Vereinzelt wird in der Serie auf ihren Kosenamen „Pumpkin“ angespielt. Durch die ungenaue Übersetzung verlieren diese Gags ihren Witz. Wie in der gesamten Serie sind auch einige Wortwitze von Kelly („Mom, when did you go through, you know… mental pause?“ oder „‚Kelly, it’s »science«. The »C« is silent.‘ – ‚Oh, I know I should’ve stayed in … shool.‘“) schlecht oder nur ungenau zu übersetzen.
Die Angabe ihres Geburtstags ist uneinheitlich: zwischen dem 1. und dem 19. Februar („Ich habe im Februar Geburtstag. Ich bin ein Aquarium.“ (Kelly Bundy) (lat./engl.: „Aquarius“: „Wassermann“)) oder zwischen dem 30. April und 5. Mai (in der 56. Folge Tage am Strand ist es der erste Sonntag im Mai und Kelly hatte am Vortag Geburtstag) oder am 27. November (erwähnt in der 130. Folge Jeder Bundy hat einen Geburtstag).
Auch wenn sie häufig sehr naiv und wenig intelligent wirkt, weiß sie sehr genau und gezielt ihre weiblichen Reize einzusetzen. Sie trägt deshalb immer sexy Outfits, sehr oft kürzeste Miniröcke bzw. Minikleider. Gegenüber ihrem Bruder, aber auch gegenüber Marcy, ist sie zudem äußerst schlagfertig und hat eine im Verlauf der Staffeln immer spitzere Zunge. Dabei legt sie ihre Naivität völlig ab und kontert deren Sprüche zumeist so, dass Bud oder Marcy keine passende Antwort darauf einfällt.

#### Budrick Franklin Bundy

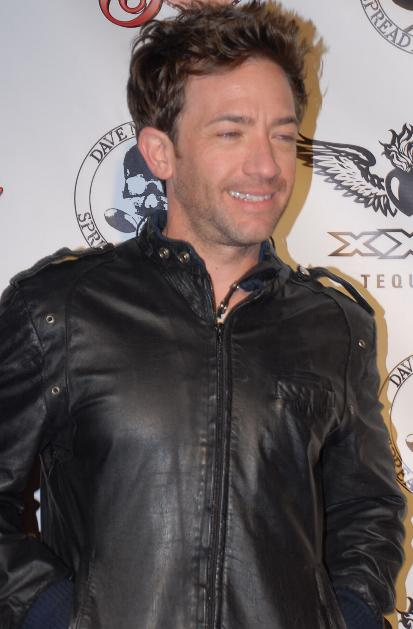
David Faustino (2007)

Budrick „Bud“ Franklin ist der jüngere Bruder von Kelly. Da er bei den Frauen wenig erfolgreich ist, überlegt er sich stets neue Wege und Taktiken, seine Chancen bei den „Tussis“ (im Original: „chicks“ und „babes“) zu erhöhen. Sein erfolgreichstes Alter Ego ist dabei – in Anspielung auf den DJ „Grandmaster Flash“ – „Großmeister B“. Neben vielen Rückschlägen erzielt er mit dem Image des einsamen Straßengangsters (dessen „Herkunftsgeschichte“ – wie in der Serie selbst ausgesagt wird – der Story von Der Prinz von Bel Air gleicht) tatsächlich einige Erfolge. An dieser Stelle ist die Serie widersprüchlich, da Bud meist als die Jungfrau – der keine abkriegt – dargestellt wird, obwohl er häufig verschiedene und zudem recht attraktive Freundinnen hat (die jedes Mal seine erste zu sein scheinen). In frauenlosen Zeiten sucht Bud Trost bei seiner „einzigen Freundin“, der aufblasbaren Sexpuppe Isis, die vor allem Kelly zu immer neuen Sticheleien inspiriert und im unpassendsten Moment für die eine oder andere Blamage sorgt (Kelly schaut in den Nacken von Buds Freundin und sagt: „Nanu, kein Ventil? Das ist aber wirklich mal was Neues!“). Er rächt sich für die Sticheleien und Bloßstellungen, indem er sie öfters für dumm verkauft („Bud, sag meinem Freund, ich bin nicht da.“ – „Sag’s ihm selber, Kelly!“ – „Oky, doky.“). Bei seinen ersten echten sexuellen Kontakten zu Frauen, wie zu Amber (eine Nichte von Marcy D’Arcy) oder der französischen Austauschschülerin, bescheinigen die ihm große Liebhaberqualitäten.
Trotz seines familiären Hintergrunds gilt Bud als erfolgreichster Spross der Familie: Im Gegensatz zur Schulversagerin Kelly besteht er den Highschool-Abschluss mit Auszeichnungen und schließt später sein Studium an der Trumaine University erfolgreich ab. Sein Geburtstag ist der 22. Januar (erwähnt in der 130. Folge Jeder Bundy hat einen Geburtstag).
Da ihm seine Familie keine Achtung oder Zuneigung entgegenbringt, hat er auch keine Skrupel, sie zu verraten. Als Kelly zum Beispiel mit einem Abgeordneten anbandelt, der sie nur als Seitensprung ansieht, verkauft er heimlich gemachte Fotos von den beiden an die Presse, obwohl die Familie durchaus von der Affäre profitiert. Muss er aber direkt Stellung beziehen, steht er immer zu seiner Familie und hier insbesondere zu Kelly und seinem Vater Al. Mit ihm zusammen beweist er erstaunliche Fähigkeiten bei Straßenkämpfen.

#### Buck/Lucky
Buck ist der erste Hund der Familie. Seine „Gedanken“ werden in Form von Voice-overs des Öfteren in die Serie eingeblendet, um diverse Situationen zu kommentieren. In der dritten Folge der zehnten Staffel stirbt Buck (man beschloss, den zwölfeinhalb Jahre alten Briard wegen seines Alters aus der Serie zu nehmen, er verstarb rund neun Monate danach), der aufgrund seines katzenfeindlichen Lebens zur Strafe in Form des Spaniels „Lucky“ wiedergeboren wird und in dieser Form wieder bei den Bundys lebt. Die deutsche Synchronstimme blieb beim Wechsel von Buck zu Lucky unverändert, um die Reinkarnation zu verdeutlichen. Im US-amerikanischen Original jedoch wechselte die Stimme.

### Die Nachbarn

#### Marcy D’Arcy, zunächst Marcy Rhoades

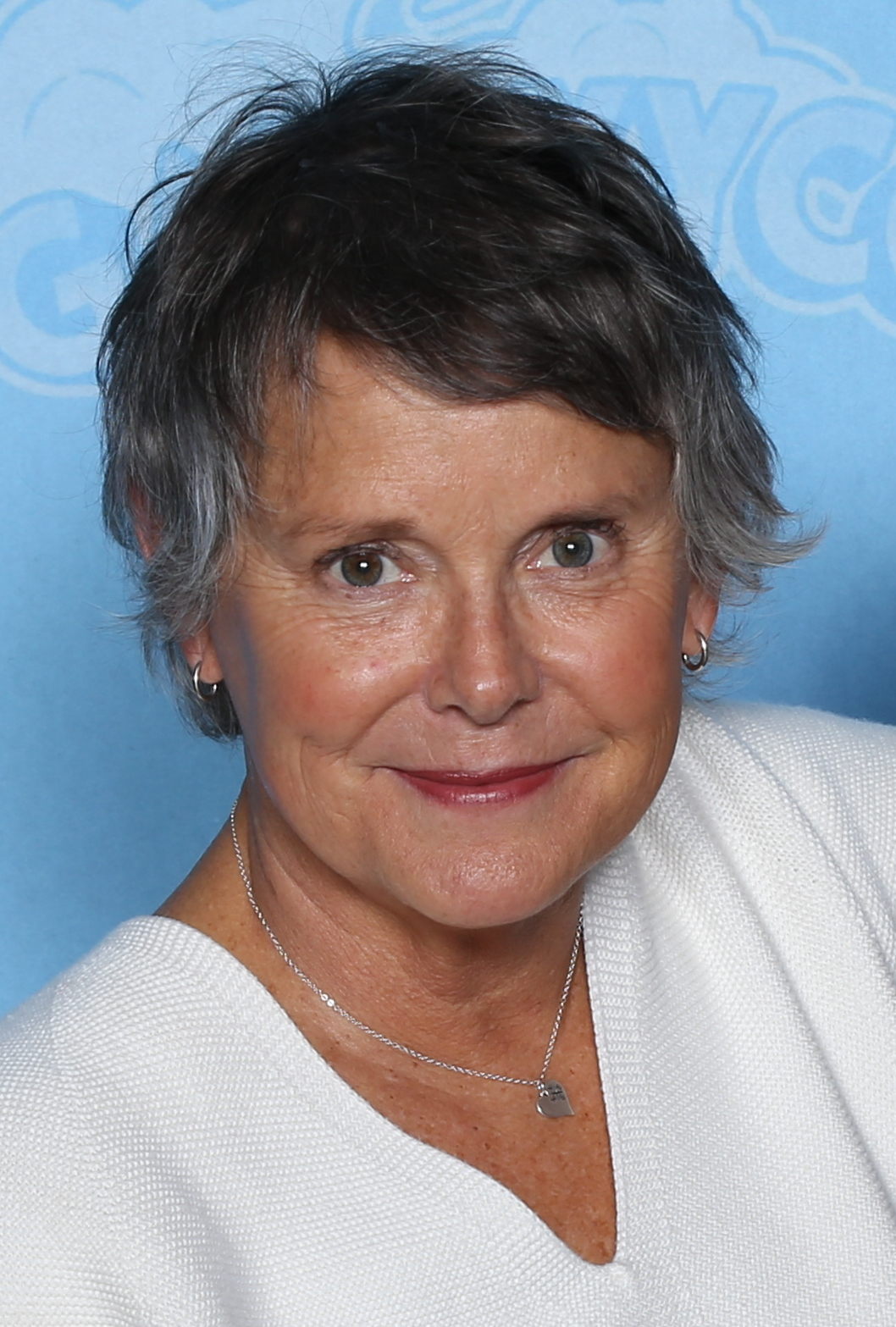
Amanda Bearse (2019)

Marcy ist die direkte Nachbarin der Bundys und Pegs beste Freundin. Sie sieht sich selber deutlich über dem Level ihrer Nachbarn, sinkt aber durch ihre Aktionen oft genug auf dasselbe Niveau. Marcy arbeitet in einer Bank und wird dort mehrmals wegen Al degradiert. Am Anfang der Serie noch eine Frau, die von der Gleichberechtigung in der Ehe überzeugt ist, verwandelt sie sich von Staffel zu Staffel mehr und mehr in eine Feministin, die Als gezielten Anfeindungen gekonnt entgegenzutreten weiß; schließlich sieht sie in ihm nur das Paradebeispiel eines Versagers – und dementsprechend behandelt sie ihn auch. Als Running-Gag wird Marcy in der gesamten Reihe von Al nicht nur als „Hühnchen“ bezeichnet („Jefferson, dir ist da was aus dem Chinarestaurant zugelaufen.“; „Meine Beine werden im Gegensatz zu deinen nicht als Delikatesse serviert.“; „Lass mich dir was erklären Marcy: Took, tok, tok, tok, tok, took!“), sondern auch noch mit Anspielungen auf ihre geringe Oberweite („Es ist ein Wunder, was sollte sonst das Handtuch oben halten?“) überhäuft. Sie rächt sich mit Anspielungen auf seinen Verdienst, Fußgeruch und Haarausfall und manchmal auch unfreiwillig mit Präsentation ihrer nicht vorhandenen Oberweite (Al: „Ich bin blind! Meine Augen! Gott im Himmel! Meine Augen!“; „Jetzt schmeckt mir das Essen nicht mehr.“). Als weiterer Running Gag wird Marcy wegen ihrer fehlenden Oberweite und ihrer Kurzhaarfrisur von Fremden oft für einen Mann gehalten („Schiffsjunge“, „Schiffsmädchenjunge“, „Typ mit dem zweifelhaften Geschlecht“; „Würde der Herr in der dritten Reihe sich bitte setzen?“). Trägt sie zu Beginn der Serie zumeist knieverhüllende Röcke und Kleider, werden die Röcke erst etwas kürzer, was ihr gesteigertes Selbstbewusstsein betont, verschwinden in den späteren Folgen aber oft zugunsten von Hosen gänzlich. In einigen Folgen verhält sie sich dann auch wie ein Mann (schlägt sowohl Steve, Jefferson und den sich nähernden Bud mit einem Schlag k. o.; trinkt mit Al Brüderschaft; lästert über das andere Geschlecht als hübsche, nutzlose Geldverschwender). Marcy ist Vorsitzende der Frauengruppe F.A.N.G. (Feminists against Neanderthal Guys, fang = Reißzahn).
Marcy, die im Laufe der Serie von ihrem ersten Ehemann Steve verlassen wird und später im Vollsuff den arbeitslosen Jefferson D’Arcy heiratet, gewährt den Bundys in regelmäßigen Abständen Einblicke in traumatische Begebenheiten ihrer Kindheit, und des Öfteren wird darauf angespielt, dass sie Psychopharmaka gegen diese durch unterschiedlichste Trigger ausgelösten Flashbacks einnimmt.

#### Steven Bartholomew Rhoades

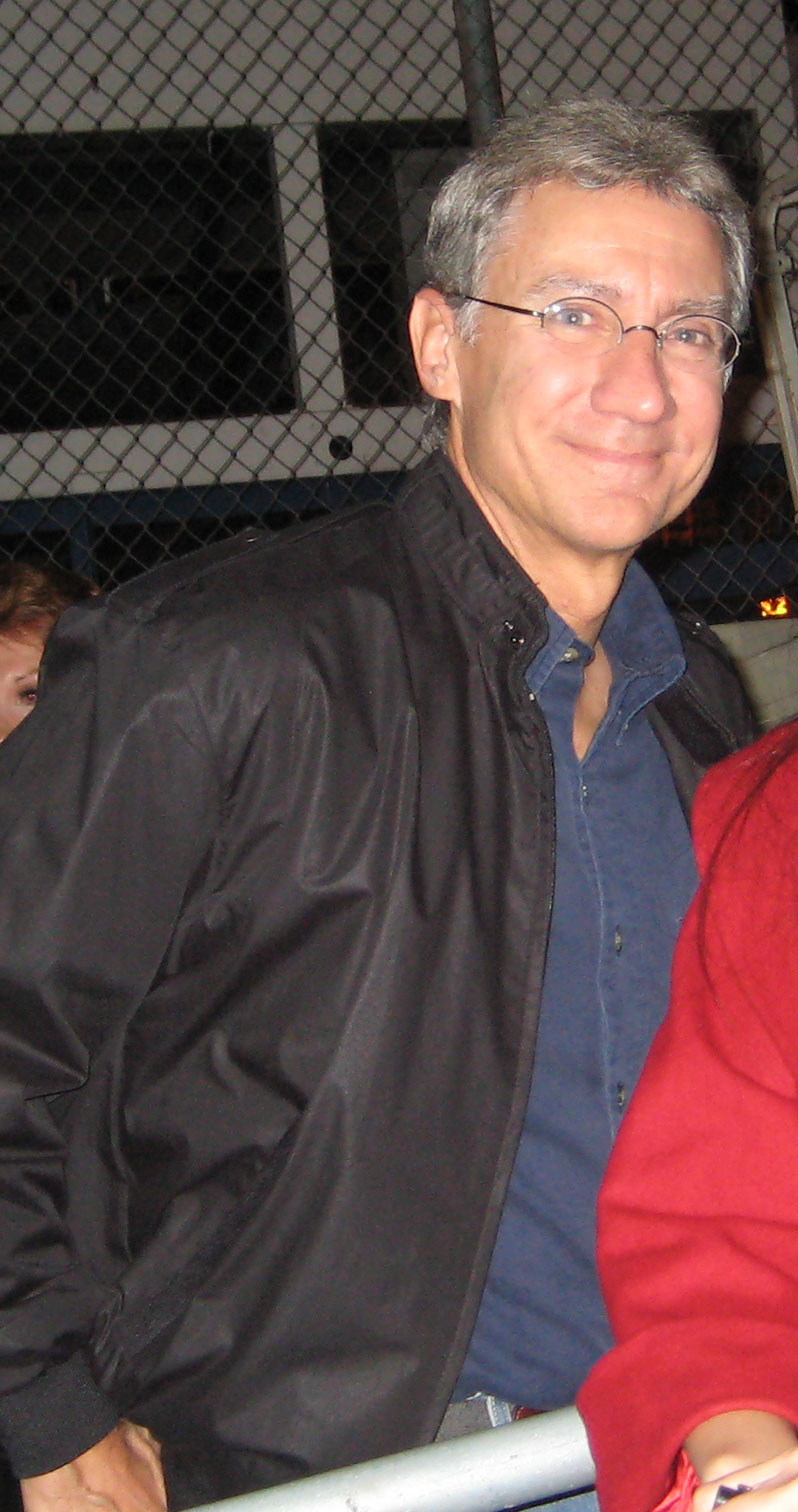
David Garrison (2008)

Steven Bartholomew Rhoades ist Marcys erster Ehemann und wie seine Frau von Beruf Bankangestellter. Ebenso wie Marcy betrachtet er sich als den Bundys in jeder Hinsicht überlegen; dennoch sitzt er oft mit Al auf dem Sofa und lässt sich von ihm die Welt erklären. Steve ist anfangs vom ehelichen Gleichberechtigungsprinzip überzeugt und hält bedingungslos zu Marcy („Wenn du ein Hühnchen bist, lass mich dein Hahn sein.“). Je weiter sich jedoch Marcy in die feministische Richtung entwickelt, desto mehr entwickelt sich Steve unter Als Einfluss zum Macho. Ein Beispiel hierfür ist der Spontankauf eines alten Ford Mustang – ohne Rücksprache mit seiner Frau.
Im Lauf der vierten Staffel verliert Steve seine Stellung wegen eines geplatzten Kredits, den er Al vermittelt hat, um einen bankinternen Wettbewerb zu gewinnen. Zu Marcys Ärger entdeckt er die Vorzüge der Arbeitslosigkeit und macht Ausflüge mit Peg und den Kindern, statt sich um eine neue Anstellung zu kümmern. Nach einem Zoobesuch glaubt er, seine neue Berufung als Naturschützer gefunden zu haben. Er verlässt Marcy und geht als Ranger in die Berge. In einer späteren Folge wird er wegen des Raubes eines seltenen Vogeleis, das er als Ranger im Park vor dem Versuchslabor rettete, vom FBI gesucht. In seinem alten Zuhause erzeugt er, nichts von Marcys erneuter Eheschließung wissend, ein von den Bundys gewolltes Chaos. Wenig später wird er vom FBI verhaftet. In weiteren Folgen hat er dem Naturschutz den Rücken gekehrt und arbeitet als Chauffeur sowie als Dekan an Buds späterem College.
In der Realität stieg der Darsteller David Garrison aus der Serie aus, um sich wieder intensiver als Charakterdarsteller am Broadway zu engagieren. Er hatte zudem Bedenken, bei zukünftigen Stellen zu sehr auf seine Rolle als Steven Bartholomew Rhoades festgelegt zu werden.

#### Jefferson Millhouse D’Arcy

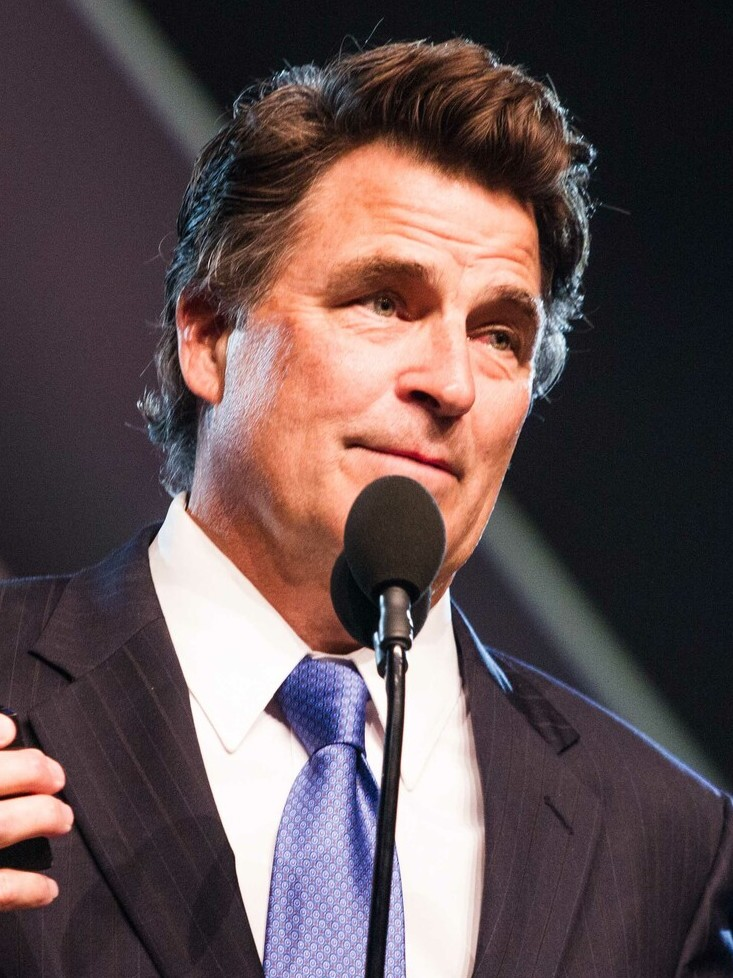
Ted McGinley (2016)

Jefferson Millhouse D’Arcy ist Marcys zweiter Ehemann (ab Folge 92), den sie nach der Trennung von Steve auf einer Banker-Feier kennenlernt und anschließend in volltrunkenem Zustand spontan heiratet. Trotz anfänglicher Ungereimtheiten lernt Marcy den bekennenden Sonnyboy und Draufgänger zu akzeptieren – auch wenn er sich (in etwa dem männlichen Ebenbild von Peg entsprechend) entgegen Marcys Vorstellungen stets vor Arbeit drückt und vielmehr um sein Äußeres besorgt scheint. Jefferson ist außerdem ein Mitglied von NO MA’AM. Falls die Situation für NO MA’AM brenzlig wird und Marcy auftaucht, hat Jefferson unter seinem NO MA’AM-T-Shirt immer ein YES MA’AM-T-Shirt zum Wechsel parat. Bei Hühnchenwitzen über Marcy lacht er hinter ihrem Rücken und wird ernst, sobald sie sich umdreht. Besonderen Wortwitz erhält die Konstellation der Bundy-Nachbarn durch den Nachnamen von Jefferson, welcher sich in Kombination von „Marcy D’Arcy“ äußert (in Anspielung auf die Produzentin der großen Konkurrenzserie Roseanne, Marcy Carsey).
Wie im Laufe der Serie hin und wieder durch dubiose Umstände erkennbar wird, war Jefferson weit vor seiner Heirat offensichtlich für die CIA tätig. Ihm wurde allerdings gekündigt, als ein von ihm durchzuführendes Attentat auf Fidel Castro scheiterte. Danach machte er zeitweise als Betrüger Karriere; er verkaufte unter anderem auf Grund von Giftmüll unbewohnbare Grundstücke am Lake Chicamacamico, wofür er ins Gefängnis musste. Sein Knast-Geständnis gegenüber Al wird trotz dessen Beteuerung an Marcy verraten. Im Gegenzug erfährt Al, warum sein Ruhestandsgrundstück so billig war. So richtig wird nie erklärt, ob Jefferson für oder gegen die CIA arbeitete. Als Al Bundy Ersatzteile für sein schrottreifes Auto benötigt, besorgt Jefferson die aus Kuba. Dabei ist zu sehen, dass er ein sehr freundschaftliches Verhältnis zu Fidel Castro pflegte, als die beiden zusammen auf einer Kundgebung auftraten, auf welcher Fidel Castro seine Landsleute aufruft, die benötigten Ersatzteile für seinen Freund, den unterdrückten US-Amerikaner, zu besorgen. Als Al Bundy nach Washington zieht, um eine abgesetzte Fernsehserie (Psycho Dad) wieder ins Programm aufnehmen zu lassen, kann Jefferson problemlos alle Türen für Al öffnen, wird vom Secret Service hofiert und selbst der Senat der Vereinigten Staaten unterbricht seine Sitzung, um ihm beziehungsweise Al Bundy Redezeit zu geben.
McGinley hatte schon vorher einen Gastauftritt im zweiten Teil der Doppelfolge Frohe Weihnacht: In dieser zeigt ein Schutzengel (gespielt von Sam Kinison, der ursprünglich für die Rolle des Al Bundy vorgesehen war), was aus Als Familie geworden wäre, wenn es Al nicht gäbe. Dort spielt Ted McGinley Peggys Alternativ-Ehemann Norman Jablonsky.
³

### Weitere Figuren
Griff
Griff ist ein schwarzer Freund Als und dessen Kollege im Damenschuhgeschäft. Er ist auch ein Mitglied der Organisation NO MA’AM, da er seit seiner Scheidung, die ihn vollständig ruinierte, strikt gegen die Ehe ist. Er besitzt daher auch keinen Nachnamen, da seiner Frau bei der Scheidung selbiger ebenfalls zugesprochen wurde. Griff erscheint erst in späteren Staffeln, nachdem Al jahrelang alleine im Schuhladen gearbeitet hatte. Al wurden schon vorher über einige Folgen hinweg einige Kollegen an die Seite gestellt:
- Luke Ventura (gespielt von Ritch Shydner), ein Lebemann. Er ist verhältnismäßig jung und erfolgreich bei den Frauen. Nach der ersten Staffel, in der er einige Auftritte hatte, verschwindet er aus der Serie. In Folge 23 der neunten Staffel („Regie: Al Bundy“) wird er zu Als Ärgernis als Empfänger eines Preises erwähnt.
- Aaron (gespielt von Hill Harper), ein frischer und durchaus fähiger Polk-High-Absolvent, der ins Berufsleben starten will – 8. Staffel
- Dexter (gespielt von Chi McBride), dessen Hintergrund nicht näher beleuchtet wird – 8. Staffel. Von ihm ist nur bekannt, dass er mit einer übergewichtigen Frau verheiratet ist, die Laura heißt.

Diese drei verschwanden aber jeweils recht schnell wieder – meist unbegründet. Griff blieb bis zum Ende der Serie Als Freund und Kollege, obwohl er durch einen von Al gespielten Streich anlässlich der Feier seiner einjährigen Mitgliedschaft bei NO MA’AM am Ende der zehnten Staffel beinahe auf dem elektrischen Stuhl hingerichtet wird. Interessant ist, dass Griff mit Al zusammen genauso erfolglos beim Schuhe verkaufen ist wie Al allein, ohne ihn aber durchaus Verkäuferqualitäten beweist.
Bob Rooney
Bob Rooney ist NO-MA’AM-Mitglied und dort Schatzmeister. Er arbeitet als Metzger und ist angeblich handwerklich begabt, woran sein Auftritt bei der Suche nach der Funktion des „mysteriösen Lichtschalters“ jedoch zweifeln lässt, da er in der Hauswand der Bundys landet und tagelang nicht wieder heraus kann. Auf seinem Shirt des Bowlingteams wird sein Name „Bobrooney“ geschrieben, und tatsächlich wird er nie ohne Nachnamen angesprochen.
Officer Dan
Dan ist Polizist und ein Freund von Al. Er versucht immer wieder, seine Pflichten als Polizist und seine Freundschaft zu Al in Einklang zu bringen. So räumt er zwar Jerry Springers Haus, das die „NO MA’AM“-Brüder besetzt halten, ordnet jedoch an, dass der von Al und seinen Kumpanen gefesselte „männliche Feminist“ gefesselt bleibt („Ich kann diesen Kerl nicht ausstehen.“). Später tritt er dem NO-MA’AM-Verein bei. Über sein Privatleben erfährt man im Laufe der Zeit, dass er verheiratet ist und mehrere Kinder hat. Seine Ehefrau Danielle tauchte in der zweiten Folge Brüder, Väter und Mafiosi in der zehnten Staffel auf und wurde von Kym Whitley gespielt.
Ike
Ike ist Sergeant vom Dienst des „NO MA’AM“-Klubs. Er fällt immer wieder durch dumme Fragen auf. Außerdem ist er frustriert, weil seine Ehe mit Frannie rechtskräftig ist, obwohl er in einer Opiumhöhle von einem Nudistenpfarrer namens Reverend Flashback getraut wurde. Ike ist außerdem ein Fan von Elvis Presley und glaubt, dass dieser immer noch lebt. Das erste Mal taucht Ike in der neunten Staffel auf, zur gleichen Zeit also wie Griff. Seine ersten Folgen waren Die Nacktbar und Der Baseballstreik.
Roger Andersson
Roger ist ein Freund von Al und Mitglied des „NO MA’AM“-Klubs. Er und Al beleidigen mit Vorliebe die Ehefrau des jeweils anderen. Er spielte in zwei Folgen mit: Der männliche Feminist und Das Idol. Gespielt wurde er von Chris Latta.
Barney
Barney war zwischen der ersten und achten Staffel in sechs Episoden zu sehen. Er ist einer von Als Kumpeln und war in der Folge Der Gewinn Als Pokerfreund. Er gehörte wie Roger zu den ersten Mitgliedern von NO MA’AM. Er spielte nur in zwei Folgen als „NO MA’AM“-Mitglied mit: Der männliche Feminist und Das Idol. Gespielt wurde er von Steve Susskind.
Stan
Stan ist auch ein Freund von Al und Mitglied des „NO MA’AM“-Klubs.
Amber
Amber ist Marcys sehr gutaussehende Nichte, die ihre Tante besucht und einige Zeit bei ihr bleibt, da sie in ihrer Heimatstadt mit den falschen Leuten und schlechten Freundeskreisen zu tun hat. Bud versucht sofort, bei ihr zu landen, jedoch beachtet die sehr selbstbewusste Amber ihn lediglich in seinen Träumen. Nach kurzer Zeit werden Buds Träume aber Realität und die sehr sexhungrige Amber geht mit ihm eine Beziehung ein. Die Initiative geht dabei von Amber aus, die mittels einer Leiter durch Buds Fenster steigt und ihn immer wieder verführt. Amber bescheinigt Bud große Qualitäten als Liebhaber und ist süchtig nach ihm. Amber verschwindet allerdings nach einigen Folgen wieder, angeblich weil Marcy ihr auf die Schliche gekommen ist und etwas von der Beziehung mit Bud ahnt. Gespielt wurde sie von Juliet Marie Tablak.
Miranda Veracruz de la Jolla Cardinal
(andere Schreibweise: Miranda Veracruz de la Hoya Cardinal)
Miranda ist eine Reporterin ecuadorianischer Herkunft, die immer genau dann zur Stelle ist, wenn es im TV etwas über die Bundys oder den „NO MA’AM“-Klub zu berichten gibt. Dabei stellt sie sich stets korrekt mit ihrem vollen Namen vor. Nach eigener Aussage hat sie einst mit dem falschen Vorgesetzten geschlafen, wurde daraufhin bei der Vergabe der interessanten Zuständigkeitsbereiche nicht berücksichtigt und verzweifelt nun darüber, dass die Bundy-Themen ihre eigene Karriere ruinieren. Ihr größter Wunsch ist es, einmal eine sehr erfolgreiche Moderatorin zu werden, doch das bleibt ihr bis zum Ende der Serie verwehrt. Gespielt wurde sie von Teresa Parente.
Fawn
Fawn ist eine ehemalige Schulfreundin von Kelly und dafür bekannt, dass sie mit jedem Mann geschlafen hat und ihr normaler Alltag nur aus Sex besteht („Steht die nicht im Guinness-Buch der Rekorde unter Sex?“ (Bud Bundy)). Sie hat einen Job als Einkäuferin. Weiteres Zitat von Bud (zu Fawn): „Früher war es umgekehrt, da hast Du dich verkauft.“ Gespielt wurde sie von Lisa Boyle und tauchte in insgesamt vier Episoden in Staffel 10 auf.
Ashley
Ashley ist ebenfalls eine ehemalige Schulfreundin von Kelly und genau wie die beiden ist Ashley nicht sehr intelligent. Ihr Sexleben ist fast so ausgeprägt wie das Kellys und Fawns. Bud ist eine Zeit lang verliebt in sie. Als er mit ihr ausgehen will, findet er jedoch nur eine beleidigende Nachricht vor ihrer Haustür. Sie tauchte in drei Episoden in der zehnten Staffel auf und wurde von Heidi Mark gespielt.
Achmed
Achmed gehört zu Buds Freunden und fällt mit seiner orientalischklingenden Aussprache auf. Er wird von Kyle Simon Parker gespielt und erschien in dieser Rolle in drei Episoden. In Buds verzweifelte Suche war er Mitglied in Buds selbstgegründeten Studentenverbindung, um somit Mädchen abzuschleppen, was aber nicht funktionierte. In der Doppelfolge Ab nach Florida wollte er mit seinen Freunden Bud, Barney und Hummer in den Frühlingsferien nach Fort Lauderdale, jedoch wurden sie von Kelly und ihren Freundinnen ihrer Flugtickets erleichtert, woraufhin Bud und die anderen Rache schwören und hinterherreisen. Achmed arbeitet in einem Kiosk, dem „Quickies Markt“, und er ist ein Fan von „America“, was man an seiner Sommerfreizeitkleidung in den Doppelfolgen Ab nach Florida sieht.
Sieben
Sieben (im Original Seven) ist ein sechsjähriger blonder Junge, das sechste Kind von Pegs Cousine Ida Mae und deren Mann Seamus, das aufgrund deren Schwierigkeiten beim Zählen Sieben heißt. Er wird in der 1. Episode der 7. Staffel von seinen Eltern bei den Bundys zurückgelassen, worauf er sich glücklich dort einnistet und schließlich sogar von Al adoptiert wird. Trotz seines niedlichen und unschuldigen Aussehens verhält er sich altersuntypisch manipulativ und hinterlistig, seine Äußerungen ähneln den Sarkasmen des heranwachsenden Bud. Von Peggy wird er – zum Unmut aller anderen Bundys – geradezu vergöttert.
Seine Rolle sollte es ermöglichen, nach dem Heranwachsen von Kelly und Bud bereits bewährte Muster fortzuführen, doch es erwies sich als schwierig, ihn in den erwachsenen Kontext der Sitcom einzuarbeiten. Nach der 4. Episode der 7. Staffel trat er nur noch als unbedeutende Randfigur auf und verschwand kurz darauf vollständig aus der Serie, nachdem sich in einer Umfrage 80 % der Befragten gegen seine Rolle ausgesprochen hatten.
In einer späteren Folge ist Sieben auf einer Milchpackung, aus der Bud trinkt, als vermisstes Kind abgedruckt. Auf einer gleichen Milchpackung, die die Bundys vorher hatten und immer wieder mit Leitungswasser auffüllten, war eine Suchanzeige für das Lindbergh-Baby abgedruckt, das im Mai 1932 tot aufgefunden wurde.
Die Wankers
Ephraim Wanker (engl. wanker: „Wichser“) und seine übergewichtige Frau sind Peggys Eltern; sie sind Hinterwäldler, wie sie im Buche stehen, und leben in Wanker County auf einer heruntergekommenen Farm. Sie betrachten die Heirat ihrer Tochter mit dem Stadtmenschen Al als Aufstieg. Peggys Mutter wird oft als extrem fette („380 Pfund“, an anderer Stelle, „3,5 Tonnen, und jetzt hat sie Angst, dass sie dick wird!“) Frau erwähnt, deren wahrer Name nie genannt wird. Obwohl sie eine Zeit lang bei den Bundys wohnt, bekommt man sie nie zu Gesicht. Sie macht sich aber dadurch bemerkbar, dass das gesamte Haus bebt, wenn sie sich bewegt, das Geländer der Treppe am Haus der Bundys verbogen ist oder sie sich lautstark beklagt, dass sie nichts mehr zu essen hat. In einer Folge ist sie Mitarbeiterin einer Telefonsex-Hotline und gibt sich dort als „Lillie Ramer“ aus, in die sich Als Kumpel Griff verliebt, bevor er herausfindet, wer sie wirklich ist. Peggys Vater spielte in ein paar Episoden mit. Unter anderem geht Al mit ihm auf Bärenjagd, um ihn zu überreden, seine Ehe zu retten, damit Peggys Mutter endlich sein Haus verlässt. Ein paar Familienmitglieder von Peg, allesamt gezeichnet von Degeneration und Inzest, kommen in einigen Folgen zu Besuch und sorgen für Chaos. Unter anderem in Folge 35, Die fürchterlichen Verwandten, der letzten Folge der zweiten Staffel erscheinen Peggys Onkel und Tanten: der übergewichtige Irwin (gespielt von King Kong Bundy), der geschlechtsmysteriöse Otto (gespielt von James Gypsy Haake) und die Wanker-Drillinge (gespielt von den Del Rubio Triplets). Über Peggys Mutter wird nur erzählt, dass sie dabei ist.
Bis auf den Vater sind die Verwandten dabei jedes Mal andere Figuren. Peggys Vater wird vom Komiker Tim Conway gespielt.
Peggy erzählte in der Folge Ein pfundiger Geburtstag von ihrer Tante Edna, die von Peggys Mutter gegessen wurde, weil sie zu nahe beim Dessert stand.
Ein Obdachloser
Er taucht ab und an in der Sendung auf und bittet um Kleingeld. Meistens wird er irgendwie in die Geschehnisse mit eingebunden, mal als schlechtes Beispiel („Peggy, hier ist jemand, der dir sagen möchte, dass ein Schulabschluss nicht wichtig ist.“), mal als Ablenkungsmanöver für ungeliebte Konkurrenz („Das ist der Schlagzeuger der Gruppe, 15 Minuten mit ihm und du hast die Rolle“) und für Steve, um seine Geringschätzung für Al darzustellen, indem er ihm die von Al zur Verdoppelung gegebenen 5 Dollar schenkt („Tu Gutes, dann passiert dir auch Gutes.“).

### Psycho Dad
Psycho Dad ist Als Lieblingsfernsehsendung (die Hauptfigur dieser Sendung trägt seit sieben Jahren denselben „Psycho“-Anzug), in der es laut Marcy durchschnittlich 84 Morde pro Folge gibt. Außerdem soll Psycho Dad in einer der Sendungen Präsident Lincoln „aus Versehen“ erschossen haben, da er eigentlich seine Frau treffen wollte, diese sich jedoch im letzten Moment geduckt hat. Übrigens erfährt man in der Weihnachtsepisode, wie genau es zu den acht Rentierköpfen an der Wand seiner Hütte gekommen ist. In einer späteren Folge wird bei der Ankündigung Psycho Dads im Fernsehen gesagt, dass es „jetzt mit weniger Gewalt, dafür aber mehr abwegigem Sex und Nacktheit für ein sauberes und gesundes Amerika“ gibt. Al und seine NO MA’AM-Freunde verpassten keine Folge, bis Marcy und ihre Frauengruppe (in der Folge Wir wollen Psycho Dad, I) aufgrund von Protestschreiben an den zuständigen Sender wegen übertriebener Gewaltdarstellung die Absetzung der Serie erwirken. Al und seine Freunde treten daraufhin zum Gegenprotest an und fordern die Reaktivierung. Schließlich hält der Hauptdarsteller der Serie Psycho Dad eine Pressekonferenz, in der er einen peinlichen Fanbrief von Al vorliest und diesen als Begründung dafür anführt, für immer mit Psycho Dad aufzuhören. In der Fortsetzung Wir wollen Psycho Dad, II gingen Al und seine Kumpane bis nach Washington, um beim Senat der Vereinigten Staaten die Reaktivierung von Psycho Dad zu beantragen. Der Senat lehnte diesen Antrag wegen des zu hohen Gewaltpotenzials jedoch ab. Der Hauptdarsteller der Serie Psycho Dad wird von Andrew Prine gespielt.
Die schwedische Punk-’n’-Roll-Band The Bones veröffentlichte im Jahr 2006 ein Stück mit dem Titel Psycho Dad auf ihrer EP Partners In Crime Vol. 1. Dieses greift die aus der Serie bekannten Textfragmente und die Melodie auf.

## Entwicklung der Serie und der Figuren
Von Eine schrecklich nette Familie gibt es 259 Episoden in 11 Staffeln.

### Staffel 1 (1987)
Die erste Staffel ist der Ausgangspunkt und hatte nur 13 Episoden. In dieser Staffel existiert noch eine gewisse Harmonie zwischen Al und Peggy. Doch schon in der zweiten Episode Lieben macht schlank wird deutlich, dass Al den Sex mit seiner Frau verabscheut. Hin und wieder kocht Peggy noch für ihre Familie, was in den folgenden Staffeln zunehmend seltener wird. In der dritten Folge wird noch gezeigt, wie sehr Al Peggy liebt, als er ernsthaft niedergeschlagen ist, weil er ihr zu ihrem Hochzeitstag ihre Traumarmbanduhr nicht kaufen konnte. Im Laufe der Serie werden solche Liebesbeweise immer seltener.
Da sich Al und Marcy erst seit der ersten Episode Wie alles begann kennen, ist das Verhältnis zwischen beiden Figuren noch ziemlich neutral. Dieses Verhältnis spannt sich jedoch von Folge zu Folge. So träumt Marcy in Episode 11 (Der Alptraum) von Al, nachdem sie bei einem Disput mit Al im Unrecht war und Al machte sich in Episode 13 (Johnnys Hamburgerbude) das erste Mal über Marcys „Hühnerbeine“ lustig. In der ersten Staffel ist Luke Ventura – als Arbeitskollege – im Schuhgeschäft. Sein letzter Auftritt war in Episode 10 (Mit Stewardessen spaßt man nicht). Man kann die Staffel auch anhand der äußeren Erscheinung der Figuren zuordnen. So ist Bud noch nicht im Stimmbruch und Kelly hat stark gebleichte Haare.

### Staffel 2 (1987/1988)
In der zweiten Staffel wurden 22 Episoden gedreht. Es ist die erste Staffel mit zweiteiligen Episoden (Episoden 2 und 3: Der Urlaubermörder und Episoden 6 und 7: Frauen wollen auch mal Spaß). In der zweiten Staffel „verdummt“ Kelly zunehmend, was in Episode 14 (Alte Zeiten) erstmals deutlich wird. Davor hatte sie z. B. keine Probleme damit, ihren Führerschein zu machen (Episode 8: Wer nimmt mich mit?). In Episode 9 (Bundy gegen den Rest der Welt) wird zum ersten Mal der Bundy-Schlachtruf angewandt. In der Folge Vom Himmel hoch… (Episode 13) stürzt ein Weihnachtsmanndarsteller bei einem missglückten Fallschirmsprung in den Garten der Bundys. Der kleine Junge Nestor wird in dieser Episode von Michael Faustino gespielt, dem jüngeren Bruder von David Faustino. Des Weiteren hat Michael G. Hagerty eine Rolle als Polizist. In der Folge Studioluft (Episode 20) geben sich Al und Peggy als Steve und Marcy aus, um bei einer Gameshow Preise zu gewinnen. Der Moderator in dieser Show wurde von David Leisure gespielt. Einen Gastauftritt in dieser Folge haben zudem Ed O’Neills Ehefrau Catherine Rusoff und Geoffrey Pierson (Auf schlimmer und ewig) als konkurrierendes Ehepaar der Bundys.
In der letzten Folge Die fürchterlichen Verwandten werden zum ersten Mal mehrere Verwandte vom Wanker-Clan gezeigt, wo auch King Kong Bundy als Onkel Irwin mitwirkt.

### Staffel 3 (1988/1989)
In der dritten Staffel wurden 22 Episoden gedreht. Auffällige Veränderungen sind vor allem Buds Vokuhila-Frisur, sein gesteigertes Interesse an Mädchen und Kellys zunehmend dümmere Sprüche (Kellyismen). Diese Staffel betont vor allem, dass die Bundys zu Hause kein Essen haben, außer Peggy, die außer Haus mit Als Geld speist. Darüber hinaus fühlt sich Marcy zunehmend zu anderen Männern hingezogen, was man besonders in den Episoden 3 (Der Rekord) und 6 (Das Geburtstagsgeschenk) sehen kann.
Letztere Episode wurde zur Schicksalsepisode der Serie, da sich die Hausfrau Terry Rakolta aus Michigan wegen dieser Folge an die Sponsoren der Serie wandte und sie aufforderte, diese wegen der offensichtlichen Frauenfeindlichkeit und dem rüden, sexistischen Humor zu boykottieren. Zahlreiche Sponsoren kehrten zwar der Serie den Rücken, doch da die Rakolta-Aktion landesweit für Aufsehen sorgte – sie schaffte es bis in die Talkshow Nightlife und auf die Titelseite der New York Times – stiegen die Quoten stark an. Man kann also sagen, dass dies den Durchbruch der Serie markierte. Trotzdem hat man sich entschlossen, die Episode 10 (Sex, Video, Al und Peggy) in den USA vorsichtshalber nicht auszustrahlen. Diese Episode wurde später bekannt als The Lost Episode und wurde in den USA erst 13 Jahre später im Jahre 2002 etwas gekürzt zum ersten Mal auf FX (einem FOX eigenen Syndication-Kanal) ausgestrahlt. Außerhalb der USA wurde die Episode jedoch nicht herausgenommen.
Eine weitere Besonderheit in dieser Staffel ist die Folge Der König der Klos, in der Al seinen Traum verwirklicht und sein eigenes Klo baut. In der Doppelfolge Meine Frau, die Königin sind Al und Peggy bei einem Klassentreffen. Dabei wird Peggy am Ende zur Ballkönigin gekrönt und Al bekommt Revanche mit seinem ehemaligen Schulkonkurrenten Jack, den er öffentlich bei einem Zweikampf besiegt.

### Staffel 4 (1989/1990)
In der vierten Staffel wurde das erste Mal in der Episode Staatlich geprüfte Hausfrau dem vorher schweigsamen Haushund Buck eine menschliche Stimme (als Voice-over) verliehen. Die deutsche Synchronisationsstimme entsprach noch nicht der, welche in den folgenden Staffeln als Bucks Stimme wirklich bekannt wurde. In der Folge Frohe Weihnacht – Teil 2 hat Ted McGinley, der ab der 5. Staffel Marcys neuen Ehemann Jefferson spielt, seinen ersten Auftritt als Peggys Ideal-Ehemann Norman Jablonsky. Ab dem Zweiteiler Las Vegas ist Marcys Ehemann, Steve (David Garrison), nicht mehr zu sehen. Er verließ die Serie, um seine Karriere am Broadway weiter zu verfolgen. Allerdings hat er noch einige Gastauftritte in späteren Staffeln. Vor seinem Ausscheiden aus der Serie hat man ihn noch abstürzen lassen. Er verliert seinen Job als Banker, bleibt eine Zeit lang arbeitslos und wird verhaftet, weil er versehentlich eine Salzwasserschildkröte getötet hat. In der Folge 6 – Her mit den kleinen Französinnen (Fair-Exchange) hat Milla Jovovich (Resident Evil, Das fünfte Element) eine Gastrolle als französische Austauschschülerin, die dank Kellys (absichtlicher) „Hilfe“ in allen Fächern (sogar Französisch) durchfällt. Als Bud sie heimlich beim Ausziehen beobachten will, erklärt sie ihm, dass es ihr egal ist, ob er sie nackt sieht. In der Folge 18 Die Freuden der Rache ist Tiffani-Amber Thiessen Objekt von Buds Racheplänen. In der Episode Miss Faltblatt verscherbelt Peggy die über Jahre archivierten Playboyhefte von Al, um sich einen Glücksbringer zu kaufen. Weil Al dies nicht verhinderte, erscheint ihm der Geist seines Vaters, der ihm die Meinung geigt. Einen Gastauftritt in dieser Folge hat das Playmate Brandi Brandt.

### Staffel 5 (1990/1991)
In dieser Staffel taucht Jefferson D′Arcy als Marcys neuer Ehemann auf (Episode 12 – Schreckliches Erwachen). In der gesamten 5. Staffel hat Jefferson noch eine andere deutsche Synchronstimme. Erst ab der 6. Staffel bekommt er die Stimme von Christian Tramitz. Außerdem ist Episode 1 (Der Super-Stau) die erste Folge, in der die Bundys gemeinsam andere Leute verprügeln, eine Art Running Gag, der sich in späteren Episoden weiterführt. Ein weiterer Running Gag startet in Episode 3 (Mein Auto – Dein Auto), in der Bud das erste Mal einen anderen Namen einfordert („Big B.“). In der Folge 2 (Al und Kelly allein zu Hause) haben Pamela Anderson und Beckie Mullen einen Gastauftritt als sexy Betthäschen von Al. In Folge 5 (Liebe geht durch den Magen) tritt der bekannte US-amerikanische Synchronsprecher Dan Castellaneta (u. a. Homer Simpson) als Pete auf. In Folge 14 (Schau mal, wer da bellt) hat B. B. King einen Gastauftritt als Straßenmusiker. In Folge 16 (Der Nachtwächter) hat Bubba Smith einen Gastauftritt als „Ersatzreifen-Dixon“. In Folge 17 (Es liegt mir auf der Zunge) tritt Matt LeBlanc als Vincent auf.

### Staffel 6 (1991/1992)
Den Auftakt der Staffel bildet der Zweiteiler Sie erwartet mein Baby, in dem Peggy Al erklärt, sie sei im 5. Monat schwanger. Katey Sagal war im wirklichen Leben schwanger, also band man die Schwangerschaft einfach mit in die Serie ein – mit dem ausdrücklichen Einverständnis von Katey Sagal. Da Katey später jedoch eine Fehlgeburt erlitt, wurde die Schwangerschaft später dadurch erklärt, dass Al die ganze Sache nur geträumt habe. In der Folge 19 – Bud wirft eine Party (Dinner with Anthrax) – hat die Band Anthrax einen Gastauftritt. Des Weiteren schlüpft Bud in die Rolle eines weißen Rappers und nennt sich „Großmeister B“. Besondere Folgen in dieser Staffel sind beispielsweise Fernsehmania 1+2, in denen Kelly ihre eigene Fernsehshow erhält, und auch Buds 18. Geburtstag, zu dem Al und Bud in die Nacktbar gehen, die dort übrigens das erste Mal auftaucht. In der Folge Das Ei und ich taucht nach einigen Jahren wieder Steve Rhoades auf, der vom FBI wegen Diebstahls des Eis eines vom Aussterben bedrohten Vogels verfolgt wird. Die Staffel endet mit dem Dreiteiler Die Reise nach England, in dessen Handlung die Bundys nach England eingeladen werden, weil das Dorf „Unter Uncton“ von dem Fluch der Finsternis befallen ist, welcher nur vergeht, wenn alle männlichen Bundys getötet werden. Im finalen Kampf besiegt jedoch Al Igor, den Nachfahren der Hexe, die den Fluch heraufbeschworen hat. Dadurch wird der Fluch automatisch gebrochen und Unter Uncton wird von der Finsternis befreit. In diesem Dreiteiler haben viele britische Schauspieler Gastauftritte, u. a. Mark Addy, Steven Hartley als Igor, Alun Armstrong und Bill Oddie.

### Staffel 7 (1992/1993)
Zu Beginn der Staffel wird die Bundy-Familie um eine weitere Person, den Jungen „Sieben“, erweitert. Der Versuch, mit einer neuen Person alte Handlungsweisen der inzwischen erwachsenen Kinder Kelly und Bud wieder aufzunehmen, funktionierte aber nicht. Sieben verschwand nach einigen Folgen kommentarlos. Später taucht er als Vermisstenbild auf einer Milchtüte auf, die immer nur mit Wasser nachgefüllt wird und ansonsten das Lindbergh-Baby zeigt. In der Folge 141 – Begrabt mich neben Fuzzy (Death of a Shoe Salesman) ist ein Schreibfehler im Videotitel, dort steht BEGRAGBT statt BEGRABT. In dieser Folge ist übrigens der Schauspieler Dan Castellaneta zu Gast, der Homer Simpson im Original seine Stimme leiht. Des Weiteren veröffentlicht Peggy eine Zeichnung von Al in der Folge 147 – Der Mann mit der leeren Hose. In der Folge Peggy und die Piraten erzählt Peggy dem kleinen Sieben eine Piratengeschichte, wo die Bundys, die D’Arcys und sogar Steve Rhoades mitspielen. In der Folge Altrocker gibt sich Al als Rockstar aus, damit er am Flughafen in die Erste Klasse kommt. Dort trifft er auf die berühmten Rockstars Richie Havens, Spencer Davis, John Sebastian, Mark Lindsay, Robby Krieger und Peter Noone. In der Folge Die Altenspiele gibt sich Al als 65-Jähriger aus, damit er bei den Seniorenmeisterschaften mitspielen kann. Am Ende gewinnt er. Kelly bekommt ihren ersten festen Job als Kellnerin. Ihr Arbeitgeber wird von Brian Doyle-Murray gespielt.
Weitere Gastauftritte haben Linda Blair und Bobcat Goldthwait als Ida Mae und Zemus, die Eltern von Sieben, Abraham Benrubi als Vetter Jimmy (Die Nöte eines Ehebrechers), David Boreanaz als Frank (Die Bundys im Kino) sowie Charlene Tilton als Fitness-Trainerin (Wenn ich mich zur Ruhe setze...).

### Staffel 8 (1993/1994)
Die Organisation NO MA’AM wird in Folge 166 – Der Männliche Feminist ins Leben gerufen. Jerry Springer spielt sich in dieser Folge selbst. In der Folge Das Idol (Originaltitel: Legend Of Ironhead Haynes) verliest Al die neun Regeln seiner NO MA’AM-Vereinigung, welche von seinem Idol und Guru Ironhead Haynes erstellt wurde. Haynes wird gespielt von Waylon Jennings. Eine weitere wichtige Folge ist Weg mit dem Ding, in der Al versehentlich beschnitten wird. Al bekommt außerdem seinen neuen Mitarbeiter Aaron. In der Folge Wo ist der Hund haut Buck ab, weil er nicht mehr von den Bundys beachtet wird. Sofort kommt er ins Tierheim, wo er in allerletzter Minute wieder von den Bundys herausgeholt wird. Al wird außerdem vom Sensenmann heimgesucht, der mit dem Gesicht von Peggy erscheint. In der Zwischenzeit treten die anderen Bundys als Village People zusammen mit Jefferson bei Marcy als Ersatz für die echte Gruppe auf, weil jene sich verspäten (am Ende der Folge erscheinen dann doch noch die echten Village People).
Weitere Gastauftritte haben u. a. Danny Bonaduce, Dave Madden, Gary Coleman, Joe Namath, Ernie Banks, Stacy Ann Ferguson und Todd Christensen.

### Staffel 9 (1994/1995)
In Folge 187 (Die böse Nichte) ist zum ersten Mal Als neuer Kollege Griff zu sehen, nachdem sein Kollege Aaron nach nur wenigen Auftritten in der 8. Staffel spurlos verschwindet. Außerdem ist in dieser Staffel besonders auffällig, dass Kelly häufig in Bikinis zu sehen ist und es generell sehr häufig um das Thema Sex geht. Beide Bundy-Kinder haben nun Jobs. Kelly versucht sich als Schauspielerin (meist für billige Werbespots) und Bud ist neben seinem Studium als Fahrprüfer tätig. In der zweiten Doppelfolge (Schlechte Geschäfte) taucht zum ersten Mal Als Chefin Gary auf, die von Janet Carroll gespielt wird. Ebenfalls zum ersten Mal sieht man Als NO MA’AM-Kameraden Ike, gespielt von Tom McCleister. In der Folge Bundys mal zwei werden die Bundys und D’Arcys im Fernsehen in einer Sitcom nachgeahmt. Als Lieblingsserie Psycho Dad wurde wegen einer Beschwerde Marcys abgesetzt, und Al versucht, mit einer Kampagne von NO MA’AM, die Serie wieder ins Fernsehen zu bringen, was aber nicht gelingt.
In der neunten Staffel tauchen viele Gaststars auf, wie z. B. George Wyner, Gilbert Gottfried, Wolfman Jack, Keri Russell, Andrew Prine und berühmte Sportler wie Bubba Smith, Frank Thomas, Joe Morgan, Mike Piazza und Dave Winfield.

### Staffel 10 (1995/1996)
Die Staffel beginnt mit einigen Änderungen. Peggys Mutter ist bei den Bundys eingezogen, nachdem sie Peggys Vater verlassen hat, wovon Al alles andere als begeistert ist.
In den anschließenden Folgen versucht Al, Peggys Vater Ephraim dazu zu bringen, dass dieser sie wieder zurückholt. Doch der denkt gar nicht daran und geht stattdessen in der Folge 221 – Am Rande des Wahnsinns auf Weltreise. Peggy verfolgt sofort seine Spur und reist ihm hinterher. Peggys Vater wird vom Komiker Tim Conway gespielt. In der Folge Heiße Weihnachten arbeitet Peggys Mutter als Telefonsexangestellte.
In einer weiteren Folge versucht Al mithilfe der NO MA’AM-Truppe, eine Satellitenschüssel auf dem Hausdach der Bundys zu montieren. Außerdem stirbt Buck in dieser Staffel und wird im Anschluss als Lucky wieder auf die Erde geschickt.
Wieder haben einige Prominente Gastauftritte, u. a. Terry Bradshaw, Traci Bingham, Richard Moll, Shannon Tweed, Don Novello, Casper Van Dien, Michael Clarke Duncan, Pat Morita, Jennifer Lyons, die Buds Freundin Ariel spielt, King Kong Bundy, Lisa Marie Scott (als Halla) und Jeanine Michelle (als Luyah).

### Staffel 11 (1996/1997)
In den zwei Folgen Auto am Tropf hat der Dodge seinen Geist aufgegeben, weil Al keine neue Benzinpumpe auftreiben konnte. So beerdigt er ihn im Garten. Erst als Jefferson auf Kuba seinen Freund Fidel Castro (gespielt von Michael Sorich) dazu überredet, ihm eine Benzinpumpe für den Dodge zu beschaffen, kann der „Autoarzt“ Dr. Fisher (Rick Overton) den Dodge wiederbeleben.
Al und Peggy haben sich in den Folgen 249 bis 251 – Scheiden tut weh – aufgrund ihrer Unzufriedenheit voneinander getrennt, und erst durch die Trennung wird ihnen klar, dass sie ohne einander nicht können. Es ist eine der wenigen Dreiteiler-Episoden in dieser Serie. In der letzten Folge Verliebt, verlobt, verratzt will Kelly einen reichen Unternehmersohn heiraten. Die anderen Bundys befürworten das. Doch Al lässt die Hochzeit platzen, als er erfährt, dass sein Schwiegersohn in spe nicht treu ist und wie ein Playboy lebt.
In der elften Staffel haben wieder einige Prominente Gastauftritte, u. a. Tammy Wynette, Robert Englund, Howie Long und Sportmoderator James Brown alias J. B.

### Specials (1990–2010)
- Ein besonderer Tag (Earth Day special, 1990)
Ein Sketch, der für den Tag der Erde aufgezeichnet wurde.
- Hinter den Kulissen der Bundys (Backstage With The Bundys, 1992)
Ein halbstündiges Special von MTV, das die Entstehung einer Episode zeigt.
- Ein Tag Live bei den D'Arcy's (A Day In The Life, 1993)
Ein FOX-Special mit Ausschnitten aus dem täglichen Leben von Ted McGinley und Amanda Bearse am Set.
- Das Beste von den Bundys (The Best Of Bundy: Married... With Children's 200th Episode, 1995)
Ein halbstündiges Special zur 200. Folge mit George Plimpton als Gastgeber.
- Ein schrecklich netter Rückblick (My Favorite Married..., 1995)
Die Hauptdarsteller Ed O’Neill, Katey Sagal, Christina Applegate, David Faustino, Amanda Bearse und Ted McGinley reden über ihre erinnerungswürdigsten Bundymomente.
- Das Al Bundy Sportspektakel (Al Bundy Sports Spectacular, 1995)
Ein halbstündiges Special mit sportlichen Highlights aus der Serie mit Roy Firestone und Howie Long als Gastgeber.
- Bundymania (1996)
Martin Schneider trifft mehrere Hauptdarsteller.
- True Hollywood Story (True Hollywood Story (E!)Married With Children, 2001)
Viele Mitwirkende äußern sich über die Produktion der Serie.
- Eine schrecklich nette Familie – Spezial (Married with Children Reunion Special, 2003)
Ein Wiedersehen einiger Hauptdarsteller.
- Eine schrecklich nette Familie – Die Doku zur Serie (Biography, eine Folge, 2010)
Michael G. Moye, David Garrison, Garth Ancier und noch einige andere erzählen über die Sitcom.

## Ende der Serie
Als offizieller Grund für die Absetzung der Serie wurde der deutliche Rückgang der Zuschauerzahlen nach einigen Staffeln angegeben. Das war für Fox ein Grund, obwohl der Sender durch Eine schrecklich nette Familie erst bekannt geworden war. Ursächlich dürfte sowohl die Verlegung der Sendezeit von Sonntag auf Samstag gewesen sein, als auch die Abnutzung des Konzepts der Serie. Außerdem sei Fox nicht bereit gewesen, die hohen Gagenforderungen der Mitwirkenden (speziell von Ed O’Neill) zu erfüllen.

## Synchronisation
Die deutsche Fassung der ersten neun Staffeln entstand bei der Plaza Synchron in München. Die deutschen Dialogbücher schrieb Hans-Peter Kaufmann, Dialogregie führten Erik Schumann (Staffeln 1 bis 8) und Ekkehardt Belle (Staffel 9).
Nach der Übernahme der Serie durch Pro 7 wurde das konzerneigene Synchronstudio BetaTechnik mit der Bearbeitung der letzten beiden Staffeln beauftragt. Die Dialogbücher dieser Folgen stammen von Erik Schumann, Pierre Peters-Arnolds und Rüdiger Bahr. Dialogregie führten Erik Schumann und Rüdiger Bahr.
| Rolle                                | Schauspieler          | Hauptrolle (Episoden) | Nebenrolle (Episoden) | Synchronsprecher                                                                                       |
| ------------------------------------ | --------------------- | --------------------- | --- | --- |
| Al Bundy                             | Ed O’Neill            | 1.01–11.24            | | Rüdiger Bahr                                                                                           |
| Margaret „Peggy“ Bundy               | Katey Sagal           | 1.01–11.24            | | Kathrin Ackermann                                                                                      |
| Kelly Bundy                          | Christina Applegate   | 1.01–11.24            | | Claudia Lössl                                                                                          |
| Budrick „Bud“ Bundy                  | David Faustino        | 1.01–11.24            | | Dirk Meyer (Staffel 1) Dominik Auer (Staffel 2–11)                                                     |
| Marcy Rhoades/D’Arcy                 | Amanda Bearse         | 1.01–11.24            | | Angelika Bender                                                                                        |
| Steve Bartholomew Rhoades            | David Garrison        | 1.01–4.15             | 6.17, 7.18, 9.17, 9.26 | Gunther Beth                                                                                           |
| Jefferson Millhouse D’Arcy           | Ted McGinley          | 5.12–11.24            | | Crock Krumbiegel (Staffel 5) Christian Tramitz (Staffel 6–11)                                          |
| Officer Dan                          | Dan Tullis Jr.        |                       | 4.15, 5.18, 6.17, 7.20, 7.24, 8.04, 8.09, 8.10, 8.18, 8.23, 9.06, 9.11–9.13, 10.14, 10.16, 10.18, 10.21, 10.27, 11.03, 11.17                                             | Manfred Erdmann                                                                                        |
| Buck                                 | Cheech Marin (Stimme) |                       | 5.14, 8.11, 8.24 | Erik Schumann                                                                                          |
| Sieben                               | Shane Sweet           |                       | 7.01–7.06, 7.08–7.09, 7.11–7.12, 7.14, 7.18 | Sascha Lohr                                                                                            |
| Bob Rooney                           | E. E. Bell            |                       | 8.09, 8.23, 9.05, 9.06, 9.10–9.14, 9.22–9.24, 9.27, 10.02, 10.04, 10.05, 10.07, 10.14, 10.16, 10.18, 10.26, 11.10, 11.17                                                 | Gernot Duda (Staffel 8) Peter Zilles (Staffel 9) Peter Musäus (Staffel 9) Michael Rüth (Staffel 10–11) |
| Griff                                | Harold Sylvester      |                       | 9.04–9.06, 9.11–9.13, 9.17, 9.21–9.24, 9.27, 10.02, 10.04–10.06, 10.14, 10.16–10.20, 10.24–10.27, 11.01–11.02, 11.05–11.06, 11.08–11.11, 11.13–11.17, 11.19, 11.22–11.24 | Ekkehardt Belle (Staffel 9) Thomas Albus (Staffel 10–11)                                               |
| Amber                                | Juliet Tablak         |                       | 9.04, 9.08, 9.15, 9.23 | Julia Haacke                                                                                           |
| Miranda Veracruz de la Hoya Cardinal | Teresa Parente        |                       | 9.05–9.06, 9.12, 9.20, 10.04, 10.06, 10.24, 10.26, 11.02 | Kathrin Simon                                                                                          |

## DVD
Bisher sind die Staffeln 1 bis 11 für die Region 1 sowie für die Region 2 erschienen. Damit ist die komplette Serie für diese Regionen auf DVD zu haben. Ab der dritten Staffel wurde auf den DVDs die Originalmusik Love and Marriage entfernt und durch ein Instrumentalmusikstück ersetzt. Als Grund wurden von Sony urheberrechtliche Gründe angegeben.
Am 6. Dezember 2007 wurde die Bundys Big Box veröffentlicht. Diese enthält alle elf Staffeln plus erstmals eine Bonus-DVD in einem kompletten Set. Insgesamt enthält die Box 34 DVDs. Auf der Bonus-DVD sind zwei exklusive Interviews mit Katey Sagal und David Faustino.

## Ableger
- 1990–1994 brachte die Firma Now Comics in den USA eine Comic-Edition der schrecklich netten Familie heraus. 12 Ausgaben davon erschienen auch auf Deutsch bei Bastei.[5]
- Die Episoden Her mit den reichen Mädchen (Top of the Heap), Bud schlägt zu (Radio Free Trumaine) und Feinde (Enemies) waren Backdoor-Piloten für Ableger des amerikanischen Fernsehens:
  - In der Episode Her mit den reichen Mädchen stehen die beiden Figuren Charlie (Joseph Bologna) und Vinnie Verducci (Matt LeBlanc) im Mittelpunkt, welche bereits in der Folge Es liegt mir auf der Zunge einen Kurzauftritt hatten. Damit sollte ein Ableger namens Top of the Heap etabliert werden, in dem es um das ärmliche Vater-Sohn-Duo geht, welches versucht, auf mehr oder weniger legalen Wegen zu Geld zu kommen. Aufgrund mangelnder Einschaltquoten wurde die Serie nach sieben Episoden abgesetzt. Dennoch folgte 1992 ein eigener Ableger, der in Deutschland unter dem Titel Verducci & Sohn (Vinnie & Bobby) ausgestrahlt wurde. Auch hier wurden nur sieben Episoden produziert.
  - Die Episode Bud schlägt zu handelt von Buds College und dem dort ansässigen College-Radiosender, welcher von dem neuen Dekan Steven B. Rhoades (David Garrison) drangsaliert wird. In der Hauptrolle war Keri Russell zu sehen. Dieser Ableger-Versuch ging jedoch nicht in Serie.
  - Enemies war ein Klon der Sitcom Friends und stellte das soziale Umfeld von Kelly Bundy dar. In Nebenrollen waren u. a. Alan Thicke und Phill Lewis zu sehen. Auch diese Serie wurde niemals produziert.
- Ursprünglich war ein Ableger über Kelly Bundy geplant. Diese Idee wurde jedoch wieder verworfen, da die Schauspielerin Christina Applegate kein Interesse an der Weiterentwicklung ihrer Figur hatte und auch FOX eine derartige Fortsetzung ablehnte. Die Idee eines „NO MA’AM“-Ablegers wurde ebenfalls nicht realisiert. Als Grund hierfür wird die Angst des Senders FOX angegeben, durch diese Serie das weibliche Publikum zu erzürnen.
- In der Serie Parker Lewis – Der Coole von der Schule (Folge 9, Nicht die Nichte!) tritt David Faustino in seiner Rolle als Bud auf.
- In der Serie Nikki (Folge 23, Technical Knockup) treten Amanda Bearse und David Garrison in ihren Rollen als Marcy und Steve auf.
- Die Serie Hilfe, meine Familie spinnt war ein deutscher Klon der Serie. Die ersten Folgen folgten noch den originalen und waren eine fast wortgetreue Adaption, sowohl sprachlich als auch bezüglich der Darsteller. Das Konzept funktionierte aber nicht, so dass eigene Inhalte folgten, die aber beim Publikum auch nicht erfolgreich waren.

## Verschiedenes
- Die Titelsequenz zu Beginn einer jeden Folge zeigt den Buckingham-Brunnen im Grant Park und einige Highways in Chicago.
- Die Highway-Szene in einigen Versionen des Vorspanns stammt aus dem Film Die schrillen Vier auf Achse von 1983.
- Ursprünglich waren Tina Caspary und Hunter Carson für die Besetzung von Kelly und Bud vorgesehen, mit denen schon 1986 die erste Folge produziert wurde. Weil man aber mit dieser Besetzung nicht zufrieden war, wurden diese beiden Rollen neu gecastet und Christina Applegate und David Faustino bekamen die Rollen.
- Für die Rollen von Al und Peggy waren zunächst die Stand-up-Komiker Sam Kinison und Roseanne Barr angedacht. Letzterer wurde jedoch von ihrem Manager davon abgeraten, in einer Sitcom mitzuspielen, da für sie eine Filmschauspielkarriere angestrebt wurde.[6]
- Die Besetzung der Rolle Al Bundys fiel den Machern der Serie ungewöhnlich schwer. Nach ca. 300 erfolglosen Castings brachte Besetzungschef Marc Hirschfeld schließlich den damals noch unbekannten Ed O’Neill ins Spiel, den er zwei Jahre zuvor in einem Theaterstück gesehen hatte. Dieser kam stark verschwitzt von einem Handballspiel zum Vorsprechen, was sich so positiv auf seinen Auftritt auswirkte, dass er schließlich den Zuschlag bekam.[6]
- Eine konservative US-Zuschauerin aus Michigan versuchte, durch Protestbriefe und Talkshow-Auftritte die Ausstrahlung der Serie zu stoppen. Die Folge war allerdings, dass die Einschaltquoten stiegen und die Produzenten ihr einen Präsentkorb mit einer Danksagung zukommen ließen. In der Folge Bundys mal zwei (9x09) wird eine Serie namens Die Pimmelmanns (im Original: Peas in a Pod) produziert, die das direkte Spiegelbild von Eine schrecklich nette Familie darstellt. Als Marcy Al davon erzählt, dass die Pimmelmanns abgesetzt wurden und dieser sie fragt, wieso, antwortet sie: „Na, irgendeiner Frau in Michigan hat es nicht gefallen.“[7]
- Schauspieler Harris Glenn Milstead, besser bekannt als Dragqueen Divine, war gleich für mehrere Rollen vorgesehen: In der Abschlussfolge der zweiten Staffel, in der erstmals Mitglieder von Pegs Familie auftreten, sollte er Onkel Otto verkörpern. Er starb jedoch unerwartet am Tag vor den geplanten Dreharbeiten. Die fertig produzierte Folge, nun mit James Gypsy Haake als Onkel Otto, wurde daher ihm gewidmet.[8][9] Für die zu einem späteren Zeitpunkt geplante Einführung von Peggys Eltern war er sowohl für die Rolle des Vaters als auch der Mutter im Gespräch, was durch seinen Tod hinfällig wurde. Ephraim Wanker wurde letztlich durch Tim Conway verkörpert, während Peggys Mutter nie real gezeigt, sondern lediglich als Stimme aus dem Off (im Original von der Schauspielerin Kathleen Freeman gesprochen) dargestellt wurde.
- Der ursprüngliche Arbeitstitel für die Serie war Not the Cosbys (dt. Nicht die Cosbys) und sollte die gegenteilige Art des Humors und der heilen Familie gegenüber der Serie Die Bill Cosby Show hervorheben.
- 1992 wurde in Deutschland unter dem Titel Hilfe, meine Familie spinnt ein Remake von 26 frühen Folgen der Bundys produziert. Die Serie mit Lutz Reichert als Josef „Jupp“ Strunk und Christiane Zeiske als Roswitha Strunk in den Hauptrollen hatte rund doppelt so viele Zuschauer wie das Original in Deutschland. Obwohl die Bundys im Vorabendprogramm liefen, während die Strunks zur Hauptsendezeit gezeigt wurden, blieben die Einschaltquoten der Strunks unter dem erwarteten Erfolg, und die Serie wurde eingestellt.
- Das Haus, dessen Front im Vorspann der Serie gezeigt wird und das der Bundys darstellen soll, befindet sich an der Adresse 641 Castlewood Lane, Deerfield, Illinois, USA.[10]